# José Montes-Baquer
José Montes-Baquer (* 6. Oktober 1935 in Barcelona; † 18. April 2010 in Palma) war ein spanischer Film- und Fernsehregisseur.

## Leben
José Montes-Baquer studierte von 1956 bis 1964 Cello. 1959 kam er mit einem Stipendium der Juan-March-Gesellschaft nach Deutschland und begann mit DAAD-Förderung ein musikwissenschaftliches Studium in München bei Alphons Silbermann.
1962 erlernte er bei der BBC bei Walter Todd die filmische Umsetzung von Musik fürs Fernsehen. Es folgte 1963 eine Anstellung als Redakteur beim Bayerischen Rundfunk in München. In den folgenden Jahren forschte er in Wien über den spanischen Barockkomponisten Vicent Martín i Soler und arbeitete als Produzent für die CBS, bei der er 1966 die erfolgreiche Serie „Masterwork“ produzierte. 1967 holte ihn Manfred Gräter, Leiter der Musikabteilung des Fernsehens des Westdeutschen Rundfunks, als Regisseur nach Köln. In Koproduktion mit dem Schwedischen Fernsehen entstand die Serie „Musik und Bild“.
Nach Gräters Tod im Jahre 1989 leitete Montes-Baquer die WDR-Musikfernsehabteilung bis zu seiner Pensionierung im Oktober 1998. Seinen Ruhestand verbrachte er zunächst auf dem spanischen Festland, später auf der Insel Mallorca.

## Werk
Einer der Höhepunkte von Montes-Baquers filmischem Schaffen war das Projekt „Reise in die hohe Mongolei“ mit Salvador Dalí.
Montes-Baquer wurde mit seinen visuellen Mitteln zum Partner von Maurice Béjart, Salvatore Dalí, Eugène Ionesco, Roland Petit und Karlheinz Stockhausen. Diese fanden mit seiner Hilfe einen Zugang zu dem für sie unbekannten Medium Fernsehen.
Fernsehkompositionen wurden von ihm in Zusammenarbeit mit Jan Bark, John Cage, Mauricio Kagel, Jan W. Morthenson, Luc Ferrari, und Bernard Parmegiani in Auftrag gegeben und entwickelten sich zu einer eigenständigen Darstellungsform, die jenseits des Mediums Fernsehen nicht denkbar waren.

## Filmografie (Auswahl)

### Regisseur
- 1967 Das Leben des jungen Mozart
- 1973 „Es gibt kein Hologramm in China“
- 1974 „I am a Ballerina“
- 1975 „Reise in die hohe Mongolei“ mit Salvador Dali
- 1975 „Narciso Yepes“
- 1976 „Prometheus“ (Videographie)
- 1977 80 Div. Fernsehkonzerte mit Arturo Benedetti-Michelangeli, Hans Werner Henze, Gidon Kremer
- 1978 „Ludus Danielis“
- 1980 „Bachianas Brasileiras – Mein Name ist Villa-Lobos“
- 1980 „The Meteorite“
- 1981 „Montezuma“ nach der Novelle „Concierto Barroco“ von Alejo Carpentier
- 1982 „Piazzolla“ – Tangos mit Astor Piazzolla
- 1983 „Pulcinella“ Ballett von Heinz Spoerli
- 1983 „Apollo et Hyacinthus“ – Mozart-Oper
- 1984 „Die vier Jahreszeiten“ – Ballett von Roland Petit
- 1985 „Der wohltemperierte Bach“ – mit Peter Ustinov
- 1986 „Werther“ Oper von Hans-Jürgen Bose, + „La fille mal gardée“ (Ballett v. H. Spoerli)
- 1986 „Der unsterbliche Beethoven“ mit Peter Ustinov
- 1987 „Die Stühle“ (Ballett von Maurice Béjart nach Ionesco mit Marcia Haydee u. John Neumeier) u. Dokumentation
- 1988 „Die Reise nach Kythera“ (Ballett von Bernd Schindowski) + Flamenco mit Nina Corti (Porträt)
- 1989 „1789…und wir“ (Ballett von Maurice Béjart)
- 1990 „Hans Helfritz – ein deutscher Musikforscher im Land der Königin von Saba“
- 1991 „Examen“ aus „Dienstag aus Licht“ von Karlheinz Stockhausen
- 1992 „La Belle au Bois dormant“, „Le Diable Amoureux“ (Ballette von Roland Petit)
- 1993 „Neugier trieb uns um die Welt – Paul Bowles und Hans Helfritz in Tanger“ (Porträt)
- 1994 „Poppea“ von Monteverdi, (Porträt Alfredo Kraus)
- 1995 „Street Scene“ (Musical von Elmar Rice – Kurt Weill)
- 1997 „Das Kloster von Silos – Ein alter Baustein für die Zukunft Europas“
- 1998 J.S. Bach: Hohe Messe in H-Moll

### Produzent
- 1969 Fünfteilige Serie „Musik und Bild“ für den WDR/Sveriges Radio
- 1969 „Supersonics“
- 1970 „Fällt wie ein reifer Apfel“
- 1971 „Lux Sonora“
- 1972 „Das Auge hört“ (WDR/ORTF)
- 1973 „Die Insel der Klänge“ (WDR/SRT)
- 1973 „Je t’aime, tu danses“(WDR/RTBF/ORTF)

## Preise
- Ehrende Anerkennung beim Adolf-Grimme-Preis – für Die Reise in die hohe Mongolei (1976)
- Golden Mask der BAFTA-Film und Fernsehakademie London (1978)
- Ludus Danielis beim TV-Festival in Prag für „Ludus Daniels“(1979) und „Pulcinella“ (1984)
- Premio Ondas für „Das Leben des jungen Mozart“ (1967), „Der Meteorit“ und „Bachianas Brasileiras“ (1980)
- 1. Preis des Widescreen Festival Amsterdam „Street Scene“ (1995)